# Duolandrevus surdus
Duolandrevus surdus är en insektsart som beskrevs av Andrej Vasiljevitj Gorochov 2003. Duolandrevus surdus ingår i släktet Duolandrevus och familjen syrsor. Inga underarter finns listade i Catalogue of Life.